# Straßenreiniger

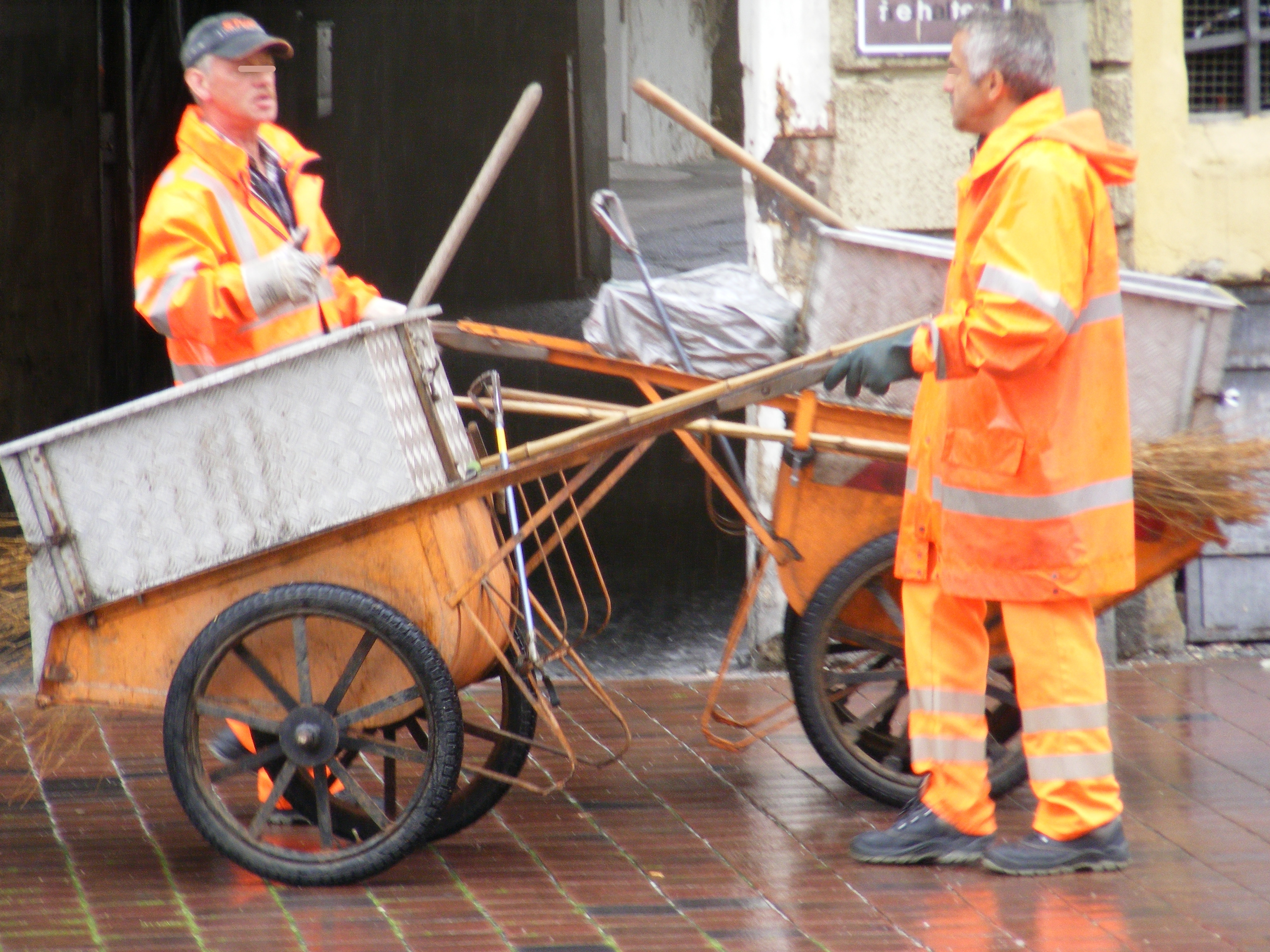
Straßenkehrer mit Arbeitskleidung und Ausstattung

Der Straßenreiniger (auch Straßenkehrer, Straßenfeger oder Straßenwischer) kümmert sich um das Säubern von öffentlichen Straßen und Wegen sowie Plätzen und Parkanlagen. Des Weiteren leert er Abfallbehälter und entsorgt den Abfall fachgerecht. Im Winter befreit er Verkehrsflächen von Schnee und Eis. Sämtliche Arbeiten können entweder von Hand (Besen und Handkarren) oder mit Hilfe von Maschinen (Kehrmaschine und Räumfahrzeug) ausgeführt werden.
Der Beruf erfordert keine spezielle Ausbildung, die Einweisung in die Tätigkeit wird gewöhnlich direkt beim Arbeitgeber durchgeführt. Die Anstellung des Straßenreinigers erfolgt entweder im öffentlichen Dienst (in der Regel bei einer Kommune) oder bei privaten Reinigungs- oder Entsorgungsbetrieben.
Einige Straßenkehrer erlangten regionale Berühmtheit, wie z. B. Harry von de Gass in Idstein. Der Straßenkehrer Beppo ist eine der Hauptfiguren in Michael Endes Roman Momo.
Eine Besonderheit gibt es in Freiburg im Breisgau. Dort sind die Straßenreiniger auch als Bächleputzer für die Sauberkeit der Freiburger Bächle zuständig. Sie reinigen täglich die kleinen wasserführenden Kanäle mit einem Stahlbesen von Algen und Müll.